# Соболев, Всеволод Николаевич
Всеволод Николаевич Соболев (13 августа 1939, Москва — 24 июля 2011, там же) — советский и российский актёр театра и кино. Народный артист Российской Федерации (2005).

## Биография
Всеволод Соболев родился в Москве 13 августа 1939 года. После окончания школы поступил в Геологоразведочный институт, но на первом курсе увлёкся занятиями в театральном кружке и решил сменить профессию. Между несколькими неудачными попытками поступления занимался в театральной студии при Библиотеке им. Ленина под руководством Валентины Дуленко, работал токарем, клерком на почтамте. В театральное училище им. М. С. Щепкина Всеволод поступил только с третьей попытки летом 1959 года. Среди его сокурсников были Олег Даль, Михаил Кононов, Виталий Соломин, Виктор Павлов, Маргарита Фомина, Ярослав Барышев, Георгий Оболенский.
В 1963 году окончил Театральное училище имени М. С. Щепкина (курс Н. А. Анненкова) и был принят в труппу Московского театра драмы и комедии (на Таганке), который в 1964 году возглавил Юрий Любимов.
Первые годы Соболев не занимал в труппе лидирующих позиций, но со временем стал ведущим артистом театра. Среди его выдающихся работ — Кардинал Барберини («Жизнь Галилея», 1966), Тартюф («Тартюф» Мольера, 1968), Воланд («Мастер и Маргарита» М. Булгакова, 1977), Великий Инквизитор («Братья Карамазовы» Ф. Достоевского, 1997), Болигброк и Генрих IV («Хроники» по У. Шекспиру, 2000). В 1990 году состоялась премьера моноспектакля Соболева «Белая зала» по произведениям И. Ф. Горбунова. Эту свою давнюю мечту Соболев осуществил совместно с актёром театра на Таганке С. М. Подколзиным, который выступил здесь в качестве режиссёра.
Всеволод Николаевич скончался 24 июля 2011 года в Москве в своей квартире. Прощание с актёром проходило в Театре на Таганке, отпевание — в Храме Успения Пресвятой Богородицы в Гончарах в Болгарском Подворье. Похоронен актёр на Хованском кладбище.
В 2013 году вышла в свет книга Т. Каверзиной, посвящённая жизни и творчеству актёра: «Всеволод Соболев. Дворянин с таганского двора».

## Признание и награды
- Заслуженный артист Российской Федерации (1993)[9]
- Народный артист Российской Федерации (2005)[1]

## Творчество

### Спектакли
- Театральная студия при Библиотеке имени Ленина:

1958. «Казакин». Ж.-Б.Мольер. Пост. В. Дуленко. Валер
1958. «Любовь Яровая». К. Тренёв. Пост. В. Дуленко. Конвоир
- Театральное училище им. М. С. Щепкина:

1962. «Коллеги». В. Аксёнов. Пост. Л. А. Заславского. Максимов.
1963. «Макар Дубрава». А. Корнейчук. Пост. Б. М. Казанского. Павел Кругляк
1963. «Таланты и поклонники». Н. Островский. Пост. Н. А. Анненкова. Бакин, губернский чиновник.
- Театр драмы и комедии (с 1964 г. — Театр драмы и комедии на Таганке):

1963. «Соседи по квартире». Л. Гераскина. Пост. А. К. Плотникова. Коля — слесарь.
1963. «Ох уж эти призраки»! Э. Де Филиппо. Пост. А. К. Плотникова. Первый грузчик (обречённая душа).
1964. «Добрый человек из Сезуана» по пьесе Бертольта Брехта «Добрый человек из Сычуани». Пост. Ю. Любимова. Племянник, Священник.
1964. «Герой нашего времени». М. Лермонтов. Пост. Ю. Любимова. Доктор Вернер.
1964. "Скандальное происшествие с мистером Кэттлом и миссис Мун. Дж. Б. Пристли. Пост. С. Бирман. Мистер Кеттл.
1964. «Жан Бесстрашный». Т. Габбе. Пост. Б. Бреева. Первый привратник, четверо из замка.
1964. «Антимиры». А. Вознесенский. Пост. Ю. Любимова. «Баллада-диссертация»
1965. «Десять дней, которые потрясли мир». По повести Дж. Рида. Пост. Ю. Любимова. Сенатор, Пьеро, Солдат.
1965. «Павшие и живые». Сценическая композиция Д. Самойлова, Б. Грибанова и Ю. Любимова. Пост. Ю. Любимова. Гершензон, Гудзенко.
1966. «Жизнь Галилея». Б. Брехт. Пост. Ю. Любимова. Кардинал Барберини, папа Урбан VIII, философ.
1966. «Дознание». П. Вайс. Пост. П. Н. Фоменко. Эсэсовец Калезиус.
1967. «Послушайте»! Инсцен. В. Смехова по произведениям В. Маяковского. Пост. Ю. Любимова. Ведущий.
1968. «Тартюф». Ж.-Б. Мольер. Пост. Ю. Любимова. Тартюф, святоша.
1968. «Живой». Б. Можаев. Пост. Ю. Любимова. Андрюша.
1969. «Мать». М. Горький. Пост. Ю. Любимова. Полковник. Жандармский поручик.
1971. «Гамлет». У.Шекспир. Пост. Ю. Любимова. Первый актёр. Йорик.
1972. «Под кожей статуи Свободы». Е. Евтушенко. Пост. Ю. Любимова. Сардонический студент. Студент, изображающий американского писателя.
1973. «Товарищ, верь»! Инсценировка Л. Целиковской по произведениям А. Пушкина. Пост. Ю. Любимова. За Булгарина.
1975. «Пристегните ремни». Г. Бакланов. Пост. Ю. Любимова. Инженер Томчин.
1976. «Обмен». Ю. Трифонов. Пост. Ю. Любимова. Дмитриев В. Г., Дмитриев Ф. Н.
1977. «Мастер и Маргарита». М. Булгаков. Пост. Ю. Любимова. Воланд.
1979. «Преступление и наказание». Ф. Достоевский. Пост. Ю. Любимова. Порфирий Петрович.
1980. «Турандот, или Конгресс обелителей». Б. Брехт. Пост. Ю. Любимова. Хи Вей, Ши Ка — ритуал в чайном домике.
1981. «Три сестры». А. Чехов. Пост. Ю. Любимова. Реж. Ю. Погребничко. Андрей Прозоров.
1982. «Борис Годунов». А. Пушкин. Пост. Ю. Любимова. Мнишек.
1984. «На дне». М. Горький. Пост. А. Эфроса. Актёр.
1985. «Блондинка за углом». А. Червинский. Пост. Т. Казаковой. Николай Гаврилович.
1990. «Самоубийца». Н. Эрдман. Пост. Ю. Любимова. Писатель Виктор Викторович.
1990. «Белая зала». Моноспектакль по произведениям И. Ф. Горбунова. Пост. С. Подколзина и В. Соболева
1992. «Электра». Софокл. Пост. Ю. Любимова.
1993. «Живаго (доктор)». Б. Пастернак. Пост. Ю. Любимова. Вакх, дядя Юрия, Маркел, Анфим Ефимович.
1996. «Подросток». Ф. Достоевский. Пост. Ю. Любимова. Старый князь.
1997. «Братья Карамазовы». Ф. Достоевский. Пост. Ю. Любимова. Прокурор, Великий инквизитор.
1998. «Шарашка». А. Солженицын. Пост. Ю. Любимова. Челнов.
2000. «Хроники». У. Шекспир. Пост. Ю. Любимова. Болигброк, Генрих IV.
2003. «Кунст-камера, или В забвении отказать». Ш. Бэйер. Пост. Э. Гааза. Станиславский.
2007. «Квадратные круги». Инсцен. и пост. Т. Харрисона. Моос.

### Дискография
1971. Сказка о молодом волке. К. Пино. Инсцен. и пост. А. Вилькина. Волк.
1972. Мафин и его весёлые друзья. Э. Хогарт. Инсцен. и пост. А. Вилькина. Ведущий.
1973. Дважды два четыре. Я. Топелиус. Инсцен. В. Смеханцева, пост. А. Вилькина.
1973. Сказки дядюшки Римуса. Неутомимый братец Кролик. Д. Харрис. Инсцен. В. Глоцера, пост. А. Вилькина. Дядюшка Римус.
1977. Забастовка телефонов. Д. Буццати. Пост. А. Вилькина
1979. Дочь болотного царя. Г. Х. Андерсен. Пост. В. Баринова.
1980. Карлик Нос. В. Гауф. Инсцен. и пост. С. Василевского. Рассказчик, взрослый Яков.
1982. Как достать живую обезьяну? Японская сказка. Инсцен. В. Смеханцева, пост. А. Вилькина. Ведущий.
1982. Звезда в клетке. К. Пино. Инсцен. и пост. В.Баринова. От автора.
1983. О дочери короля, которая всё видела. Немецкая народная сказка. Инсцен. Ю. Гинзбурга. Сказочник.
1983. Плут-малыш. Французская сказка. Инсцен. и пост. В. Баринова. Сказочник.
1983. Эй, Краб, Косо, Косо! Японская сказка. Инсцен. М. Бабаевой, пост. И. Якушенко. Старик.
1985. Как цыган с мужиком деньги сажали. Цыганская сказка. Инсцен. Е. Друца. Цыган.
1991. Как дядюшка Тик-Так путешествовал по реке времени. Как поросёнок учился летать. Д. Биссет. Пост. В. Трухана. Дядюшка Тик-Так.

### Фильмография
- 1970 — В лазоревой степи
- 1970 — Начало — Масье
- 1971 — Первые песни — последние песни
- 1972 — Летние сны — старшина милиции
- 1977 — Запасной аэродром
- 1978 — Жизнь Бетховена — Максимилиан Франц Австрийский
- 1983 — Васса — Гурий Львович Кротких
- 1987 — Десять дней, которые потрясли мир
- 1989 — Мать
- 1999 — Борис Годунов — воевода Мнишек
- 2000 — Романовы. Венценосная семья — доктор Деревенко
- 2007 — Великая кирпичная стена и её покоритель Соболев
- 2008 — Срочно в номер-2. Фильм 12. Без срока давности — Иосиф Аркадьевич Коган